# Ghaznavideriget
Ghaznavidriget (tyrkisk: Gazneli İmparatorluğu, persisk: غزنویان) også kendt som Ghaznaviderne var et muslimsk dynasti af tyrkisk mameluk-oprindelse som styrede det meste af Persien, Transoxanien og nordlige dele af det indiske subkontinent fra 975 til 1186.
Selvom det var af tyrkisk oprindelse, blev dynastiet påvirket af persisk i sprog, kultur, litteratur og vaner og er blevet betragtet som et "persisk dynasti" i stedet for et tyrkisk.